# 竺家宁
竺家寧（1946年7月19日—），浙江省奉化縣人，臺灣著名語言學家。曾任國立中正大學中文系教授、系主任、中文研究所所長等。國立政治大學、淡江大學等任教，也曾往復韓國、法國等地學術訪問。1991年主筆國立編譯館版大學用書《聲韻學》，影響全台灣中文系深遠。
竺家寧畢業於淡江大學中文系，曾師從許世瑛、國立臺灣師範大學國文研究所，指導教授為陳新雄。後於中國文化大學取得中華民國國家文學博士頭銜。
1982年-1983年，任韓國檀國大學客座教授，並擔任淡江大學中國文學研究所教授。
1996年-1997年，在法國社會科學高等學院做訪問學者。
現已從國立政治大學退休，仍兼任講課於國立政治大學、東吳大學、法鼓文理學院等。
2011年開始，受聘為法鼓文理學院榮譽教授。

## 著作
專書
- 《四聲等子音系蠡測》，國立臺灣師範大學國文研究所碩士論文，1972年6月。
- 《九經直音韻母研究》，文史哲出版社，1980年11月。
- 《古漢語複聲母研究》，中國文化大學中文研究所博士論文，1981年7月。
- 《古今韻會舉要的語音系統》，臺灣學生書局，1986年7月第一版。
- 《古音之旅》，國文天地雜誌社，1987年10月第一版，ISBN 9577390730。
- 《古音學入門》（與林慶勳合著），臺灣學生書局，1989年7月第一版。
- 《語言學辭典》（與陳新雄、姚榮、羅肇錦、孔仲溫、吳聖雄合著），三民書局，1989年10月。
- 《聲韻學》，國立編譯館主編，五南圖書出版公司印行，1991年11月初版一刷，1992年9月二版一刷，ISBN 957-11-0510-4（精裝）。
- 《近代音论集》，臺灣學生書局，1994年8月，ISBN 9571506338（平裝）、ISBN 957150632X（精裝）。
- 《音韵探索》，臺灣學生書局，1995年10月，ISBN 9571507091（平裝）、ISBN 9571507083（精裝）。
- 《大陸用語檢索手冊》（與黃沛榮、姚榮松、曾榮汾合編），行政院大陸委員會，1997年1月。
- 《中国的语言和文字》，中山學術文化基金會發行，臺灣書店印行，1998年3月。
- 《古漢語複聲母論文集》（與趙秉璇合編），北京語言文化大學出版社，1998年3月一版一刷，ISBN 7-5619-0281-6/H111-53。
- 《汉语词汇学》，五南圖書出版公司，1999年11月。
- 《臺北闽南话音档》，上海教育出版社，1999年12月。
- 《語言風格與文學韻律》，五南圖書出版公司，2001年3月，ISBN 9571139769。
- 《佛經語言初探》，橡樹林文化出版公司，2005年9月，ISBN 9867884485。
- 《五十年來的中國語言學研究》，臺灣學生書局，2006年11月，ISBN 9571513245（平裝）、ISBN 9571513237（精裝）。
- 《詞彙之旅》，正中書局，2009年12月，ISBN 9789570918557。
- 《聲韻學—聲韻之旅》，五南圖書出版公司，2015年9月，ISBN 9789571182988（平裝）。
- 《語音學之旅》，新學林出版公司，2016年3月，ISBN 9789862955420（平裝）。

研究報告
- 《12世紀至19世紀漢語聲母的演化規律與方向》，行政院國家科學委員會，2005年7月。